# Anthene talboti
Talbot's Hairtail hoặc Talbot's Ciliate Blue (Anthene talboti) là một loài bướm thuộc họ Lycaenidae. Loài này có ở Nam Phi tới Zimbabwe, Kenya, Uganda và Tanzania. Ở Nam Phi, nó phân bố ở KwaZulu-Natal midlands, qua Orange Free State, Gauteng, Mpumalanga, tỉnh Limpopo Province và tỉnh Tây Bắc. Nó cũng có mặt ở North Cape.
Sải cánh từ 20–24 mm đối với con đực và 22–25 mm đối với con cái. Cá thể trưởng thành mọc cánh từ tháng 9 tới tháng 6, đỉnh điểm vào tháng 11 và từ tháng 3 tới tháng 4.
Ấu trùng ăn các loài Acacia, bao gồm Acacia karroo và Acacia tortilis.